# Argocoffeopsis fosimondi
Espèce
Statut de conservation UICN

 CR B2ab(iii) : 
En danger critique
Argocoffeopsis fosimondi Tchiengué & Cheek est une espèce d'arbrisseaux de la famille des Rubiacées et du genre Argocoffeopsis. C'est une plante endémique du Cameroun, assez rare.

## Étymologie
Son épithète spécifique fosimondi fait référence à la localité de Fossimondi dans le département du Lebialem et la Région du Sud-Ouest.